# Cabarita
Le Cabarita (parfois orthographié Cabaritta) est un fleuve de Jamaïque. Long de 39,7 km, il naît dans la paroisse de Hanover et se jette dans la mer des Caraïbes dans la paroisse de Westmoreland, à l'Ouest de Savanna-la-Mar,.

## Affluents
- Roaring River[1]